# Dhuwaran
Dhuwaran är en ort i Indien.   Den ligger i distriktet Anand och delstaten Gujarat, i den västra delen av landet, 800 km sydväst om huvudstaden New Delhi. Dhuwaran ligger 23 meter över havet och antalet invånare är 11 473.
Terrängen runt Dhuwaran är mycket platt. Havet är nära Dhuwaran söderut. Runt Dhuwaran är det ganska tätbefolkat, med 207 invånare per kvadratkilometer. Närmaste större samhälle är Khambhat, 16,9 km nordväst om Dhuwaran. Trakten runt Dhuwaran består till största delen av jordbruksmark.